# Krylja Sowetow Samara
Der PFK Krylja Sowetow Samara (russisch ПфК «Крылья Советов» Самара, dt. „Professioneller Fußballklub ‚Flügel der Sowjets‘ Samara“) ist ein 1942 gegründeter russischer Fußballverein aus der Stadt Samara, der zur russischen Luftwaffe gehört. Die Vereinsfarben sind Blau-Weiß.

## Geschichte

### Sowjetunion
Die Mannschaft wurde am 12. April 1942 gegründet. Am 30. Juli 1944 debütierte sie im Pokal der UdSSR. Das erste Match in der ersten sowjetischen Fußballliga spielte Krylja Sowetow am 21. April 1946 in Alma-Ata. Das Team spielte zwischen 1946 und 1969 bis auf zwei Jahre durchgehend in der höchsten Spielklasse der Sowjetunion, stieg dann jedoch ab und blieb bis 1980 mit Ausnahme von vier Jahren Ende der 1970er Jahre zweitklassig. 1980 erfolgte sogar der Abstieg in die drittklassige Wtoraja Liga, wo sich die Mannschaft bis auf die Spielzeiten 1985 und 1987 bis zum Ende der UdSSR aufhielt. Insgesamt nahm Krylja Sowetow an 48 sowjetischen Fußballmeisterschaften (darunter 26 in der höchsten Spielklasse) und 43 Pokalaustragungen teil.

### Russland
Die Mannschaft aus Samara war nach dem Zusammenbruch der Sowjetunion eines der Gründungsmitglieder der neugeschaffenen russischen Obersten Liga. In der Saison 1992 belegte das Team in der Abstiegsrunde den 14. Tabellenplatz und entging knapp dem Abstieg.
Ihre beste Saison spielte die Mannschaft aus Samara im Jahre 2004. Mit dem dritten Rang wurde die beste Tabellenplatzierung in der russischen Meisterschaft erreicht. Außerdem stand Krylja Sowetow im Finale des nationalen Fußballpokals, das allerdings mit 0:1 gegen den tschetschenischen Verein Terek Grosny im hauptstädtischen Lokomotive Stadion am 29. Mai 2004 verloren wurde.
In der Saison 2012/13 rettete sich der Verein auf den 14. Tabellenplatz (Relegationsplatz). In der Relegation traf Samara auf Spartak Naltschik und sicherte sich mit zwei Siegen den Klassenerhalt. 2014 musste Samara erneut in die Relegation gegen Torpedo Moskau, unterlag dem hauptstädtischen Club und stieg zum ersten Mal in seiner Geschichte in die zweitklassige 1. Fußball-Division ab. Im Juni 2014 übernahm der Belgier Franky Vercauteren den Chef-Trainerposten bei Krylja Sowetow. Einen Spieltag vor dem Ende der Saison 2014/15 sicherte sich Krylja Sowetow den Wiederaufstieg in das russische Oberhaus.
Am letzten Spieltag der Spielzeit 2016/17 rutschte Krylja in die Abstiegszone der Tabelle und stieg somit zum zweiten Mal ab. Daraufhin wurde im Juni 2017 der Russe Andrei Tichonow als neuer Chef-Trainer verpflichtet. Ein Spieltag vor dem Ende der Saison 2017/18 sicherte sich der Verein den sofortigen Wiederaufstieg in die Premjer-Liga. In der Saison 2018/19 rettete sich der Verein auf den 13. Tabellenplatz (Relegationsplatz). In der Relegation traf Samara auf FK Nischni Nowgorod und sicherte sich nach 3:1 und 0:1 den Klassenerhalt.

## Stadion
Der FK Krylja Sowetow Samara trug seine Heimspiele im 32.990 Zuschauer fassenden Metallurg-Stadion von Samara aus, das bereits im Jahre 1957 eröffnet wurde. Im April 2018 wurde die Kosmos-Arena mit 44.807 Plätzen eröffnet und ersetzte somit das Metallurg-Stadion. Sie wurde für die Fußball-Weltmeisterschaft 2018 errichtet.

## Europapokalbilanz
Am 6. Juli 2002 spielte das Team sein erstes Spiel auf internationalem Niveau, als die lettische Mannschaft FC Dinaburg zwei Mal in der zweiten Runde des Intertoto Cup besiegt wurde. In der dritten Runde scheiterte Krylja Sowetow am niederländischen Vertreter Willem II Tilburg nach einem Heimerfolg 3:1 und anschließender Auswärtsniederlage 0:2 durch die Auswärtstorregel.
Durch die guten Leistungen in der Spielzeit 2004 durfte der Verein an der zweiten Qualifikationsrunde für den UEFA-Pokal 2005/06 teilnehmen. Zunächst wurde BATE Baryssau aus Belarus bezwungen. In der anschließenden ersten Runde scheiterte Krylja Sowetow wie im Jahre 2002 an einer niederländischen Mannschaft durch die Auswärtstorregel, diesmal am AZ Alkmaar.
Der sechste Tabellenplatz aus der Saison 2008 ermöglichte dem Verein seine dritte Teilnahme an einem europäischen Pokal. In der dritten Qualifikationsrunde die neu geschaffene UEFA Europa League 2009/10 traf der Klub auf die irische Mannschaft St Patrick’s Athletic und schied erneut infolge der Auswärtstorregel aus dem Wettbewerb aus.
| Saison  | Wettbewerb         | Runde                  | Gegner                | Gesamt    | Hin     | Rück    |
| ------- | ------------------ | ---------------------- | --------------------- | --------- | ------- | ------- |
| 2002    | UEFA Intertoto Cup | 2. Runde               | FC Dinaburg           | 4:0       | 3:0 (H) | 1:0 (A) |
| 2002    | UEFA Intertoto Cup | 3. Runde               | Willem II Tilburg     | (a)3:3(a) | 3:1 (H) | 0:2 (A) |
| 2005/06 | UEFA-Pokal         | 2. Qualifikationsrunde | BATE Baryssau         | 4:0       | 2:0 (H) | 2:0 (A) |
| 2005/06 | UEFA-Pokal         | 1. Runde               | AZ Alkmaar            | (a)6:6(a) | 5:3 (H) | 1:3 (A) |
| 2009/10 | UEFA Europa League | 3. Qualifikationsrunde | St Patrick’s Athletic | (a)3:3(a) | 0:1 (A) | 3:2 (H) |

Gesamtbilanz: 10 Spiele, 7 Siege, 3 Niederlagen, 20:12 Tore (Tordifferenz +8)

## Erfolge
- Meisterschaft:
  - 3. Platz in der russischen Meisterschaft 2004

- Pokalwettbewerb:
  - Sowjetischer Pokalfinalist: 1953, 1964
  - Russischer Pokalfinalist: 2004, 2021

## Zweite Mannschaft
Die zweite Mannschaft von Krylja Sowetow Samara hat ebenfalls den Profistatus inne und spielt 2024 in vierthöchsten 2. Liga Division B.

## Bekannte ehemalige Spieler
| Russland - Roman Adamow - Ruslan Adschindschal - Alexander Anjukow - Alexander Borodjuk - Galimsjan Chussainow - Sergei Ignaschewitsch - Andrei Kantschelskis - Denis Kolodin - Alexei Medwedew - Igor Portnjagin - Wladislaw Radimow - Sergei Ryschikow - Alexander Samedow - Jewgeni Sawin - Juri Schischkin - Roman Schischkin - Igor Semschow - Alexander Sobolew - Andrei Solomatin - Omari Tetradse - Andrei Tichonow - Sergei Tkatschow - Jurij Jelissjejew - Jewgeni Lowtschew | GUS und ehemalige Sowjetunion - Karen Dochojan - Ramil Şeydayev - Aleksandre Amisulaschwili - Dschano Ananidse - Giorgi Loria - Dawit Mudschiri - Andrius Jokšas - Robertas Poškus - Andrij Hussin - Marat Bikmaev - Vitaliy Denisov - Mirjalol Qosimov - Wital Bulyha - Stanislau Drahun - Aljaksandr Hleb - Zimafej Kalatschou - Sjarhej Karnilenka | Europa - Marko Topić - Viktor Genew - Felicio Brown Forbes - Berat Sadik - Yohan Mollo - Cristian Pasquato - Adis Jahović - Artim Položani - Florin Șoavă - Nenad Đorđević - Ognjen Koroman - Srđan Mijailović - Branimir Petrović - Milan Rodić - Ján Mucha - Dragan Jelić - Suad Filekovič - Nejc Pečnik - Miral Samardžić - Jiří Jarošík - Jan Koller | Amerika - Gaúcho - Ramón - Roni - Rafael Schmitz - Réginal Goreux - Pablo Zeballos - Sheldon Bateau | Afrika - Raïs M’Bolhi - Mehdi Zeffane - Joël Omari Tshibamba - Laryea Kingston - Mohammed Rabiu - Serge Branco - Jerry Mbakogu - Patrick Ovie - Chaswe Nsofwa - Matthew Booth | Asien - Choe Myong-ho - Oh Beom-seok |

## Trainer
- Gennadi Sarytschew (1981–1985)
- Leonid Sluzki (2008–2009)
- Franky Vercauteren (2014–2016)
- Wadim Skriptschenko (2016–2017)
- Andrei Tichonow (2017–2018)
- Miodrag Božović (2018–2020)

## Erläuterungen / Einzelnachweise
1. ↑  gazeta.ru «Нальчик» обыграли как мальчиков. «Крылья Советов» сохранили место в премьер-лиге на следующий сезон Artikel vom 3. Juni 2013 (russisch)
2. ↑  sovsport.ru «Крылья Советов» впервые вылетели из РФПЛ Artikel vom 22. Mai 2014 (russisch)
3. ↑  Веркотерен возглавил «Крылья Советов». 6. Juni 2014, abgerufen am 8. August 2016.
4. ↑  sovsport.ru «Крылья Советов» вернулись в РФПЛ Artikel vom 24. Mai 2015 (russisch)
5. ↑  championat.com: «Крылья Советов» проиграли «Тереку» и вылетели из РФПЛ Artikel vom 21. Mai 2017 (russisch)
6. ↑  championat.com: «Енисей» объявил об уходе Тихонова в «Крылья Советов» Artikel vom 1. Juni 2017 (russisch)
7. ↑  championat.com: «Крылья Советов» вслед за «Оренбургом» досрочно вышли в РФПЛ Artikel vom 6. Mai 2018 (russisch)